# Petra Nows
Petra Nows (Duisburg, 23 giugno 1953) è un'ex nuotatrice tedesca occidentale.

## Palmarès
- Mondiali

Belgrado 1973: bronzo nella 4x100m misti.